# Bygata, Vétheuil
Bygata, Vétheuil eller Vägen i Vétheuil på vintern (franska: La Route de Vétheuil en hiver) är en oljemålning av den franske impressionistiske konstnären Claude Monet från 1879. Den ingår i Göteborgs konstmuseums samlingar sedan 1923. 
Familjen Monet flyttade sommaren 1878 till Vétheuil, en mindre ort 60 km nordväst om Paris som ännu var orörd av industrialiseringen. Monets ekonomi var dålig och i Vétheuil hade han erbjudits boende hos mecenaten Ernest Hoschedé och hans familj. Under graviditeten med deras andra barn, Michel (född mars 1878), förvärrades hustrun Camilles hälsotillstånd och i september 1879 avled hon i cancer. 
Efter hustruns död, och efter att Ernest Hoschedés gått i konkurs och flyttat till Belgien, fick Monet hjälp av Hoschedés hustru Alice att ta hand om de två sönerna. Efter flera månader av sorg inträdde en ny produktiv period för Monet och han målade omkring 150 målningar, framför allt landskap, i Vétheuil. Monet och Alice Hoschedés förhållande blev allt mer intimt; de lämnade Vétheuil 1881, bosatte sig 1883 i Giverny och gifte sig slutligen 1892 efter Ernest Hoschedés död.